# Cytisus supranubius
Ракитник надоблачный (лат. Cytisus supranubius) — вид ракитника с белыми цветами, является эндемиком Канарских островов и известен там под общим названием Ретама-дель-Тейде. Это высокогорный вид, встречающийся примерно на высоте 2000 метров над уровнем моря на острове Тенерифе в Лас-Каньядас-дель-Тейде и на вершинах гор на острове Пальма.

## Таксономия
Cytisus supranubius (L.f.) Kuntze, Revis. Gen. Pl. 1: 178. 1891.

### Синонимы
- Spartocytisus supranubius L.f.basionym, Suppl. Pl. 319—320. 1781, as supranulium
- Cytisus fragrans Lam., Encycl. (Lamarck) 2(1): 249. 1786, nom. superfl.
- Cytisus nubigenus (L'Hér.) Link, Enum. Hort. Berol. Alt. 2: 240. 1822, nom. superfl.
- Spartocytisus nubigenus (Ait.) Webb & Berthel., Hist. Nat. Iles Canaries (Phytogr.). 2(1): 50. 1840, nom. superfl.